# Mierów
Koordinaten: 50° 13′ 23″ N, 24° 35′ 22″ O
Mierów (auch Mirów) ist ein ehemaliges Dorf in der westlichen Ukraine, zwischen Wuslowe und Dmytriw (Дмитрів), im Rajon Radechiw der Oblast Lwiw.
Das Dorf entstand im Jahre 1785 im Zuge der Josephinischen Kolonisation auf private Initiative des Grafs (hr.) Mier, des Besitzers von Radechiw. Die  Protestanten gründeten eine Filialgemeinde der Pfarrgemeinde Josefow der Evangelischen Superintendentur A. B. Galizien. Eine evangelische Kirche wurde im Jahre 1868 erbaut.

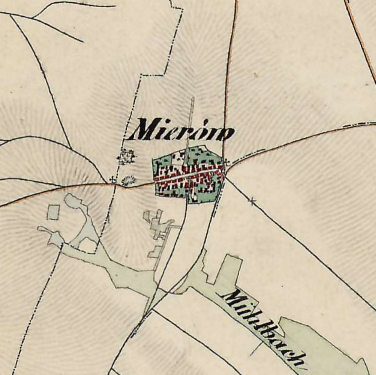
Mierów auf der Franziszeischen Landesaufnahme um die Mitte des 19. Jahrhunderts

Im Jahre 1900 hatte die Gemeinde Mierów 27 Häuser mit 200 Einwohnern, davon waren 193 Deutschsprachige, 7 Ruthenischsprachige, 7 Juden, 193 anderen Glaubens.
Nach dem Ende des Polnisch-Ukrainischen Kriegs 1919 kam Mierów zu Polen. Im Jahre 1921 hatte die Gemeinde Mierów 20 Häuser mit 131 Einwohnern, davon waren 106 Polen, 25 Deutsche, 129 evangelisch, 9 griechisch-katholisch, 2 römisch-katholisch.
Im Zweiten Weltkrieg gehörte der Ort zuerst zur Sowjetunion und ab 1941 zum Generalgouvernement, ab 1945 wieder zur Sowjetunion. Im März 1944, nach einem Anspruch der ukrainischen Nationalisten, dass die lokalen Polen mit sowjetischen Partisanen zusammenarbeiten, wurde der Ort von der nazistischen Militärpolizei und der ukrainischen Polizei befriedet. Alle Bauernhöfe wurden niedergebrannt und 123 Polen, fast alle Einwohner, getötet. Der Ort wurde danach nicht wiederbesiedelt.